# MOL Cup 2015/2016
MOL Cup 2015/16 nebo také Pohár FAČR je celkově 23. ročníkem českého fotbalového poháru, dříve hraného pod názvem Pohár Českomoravského fotbalového svazu a později pod názvem Ondrášovka Cup či Pohár České pošty. Soutěže se účastnily profesionální i amatérské fotbalové kluby z České republiky z různých pater systému fotbalových soutěží v ČR.
Minulý ročník nesl sponzorský název Pohár České pošty, ale Česká pošta omezila marketingové aktivity a smlouvu s FAČR po sezoně neprodloužila. I z toho důvodu se od podzimních měsíců roku 2014 zpravidla už označovala jen jako český pohár nebo pod dalším oficiálním názvem Pohár FAČR (Pohár Fotbalové asociace České republiky), a to nejen v médiích, ale také v materiálech samotné fotbalové asociace. Stejně tak tomu bylo i v prvních dvou kolech tohoto ročníku. V pátek 31. července uzavřela FAČR tříletý kontrakt s dvouletou opcí s maďarskou ropnou a plynárenskou společností MOL (holding). Soutěž tedy získala název MOL Cup.
Soutěž odstartovala 18. července 2015 předkolovou fází.
Trofej obhajuje FC Slovan Liberec, který v boji o Český Superpohár podlehl ligovému mistru Viktorii Plzeň.

## Průběh soutěže –jednozápasová kola
První kola soutěže se hrály pouze na jeden zápas. Byla to – předkolo, 1. kolo, 2. kolo a 3. kolo. Zápasy se hrály na hřišti papírově slabšího týmu, popřípadě týmu z nižší soutěže. Pokud zápas skončil remízou, následovaly okamžitě pokutové kopy. Zelená kolonka označuje postupující tým.

### Předkolo
Této fáze soutěže se účastnilo celkem 66 týmů, převážně z Divizí (IV) a Krajských přeborů (V). Zrodilo se i několik překvapení, když například dokázaly postoupit i celky z A-třídy (VI).
Zápasy předkola byly odehrány 18.–19. července 2015 v oficiálním čase od 17.00.
| ČU | Domácí                             | Výsledek       | Hosté                              |
| -- | ---------------------------------- | -------------- | ---------------------------------- |
| 1  | FO ABC Braník (V)                  | 3–2            | TJ Sokol Libiš (IV)                |
| 2  | FK Brandýs nad Labem (VI)          | 3–0            | TJ Sokol Nové Strašecí (IV)        |
| 3  | TJ Hradiště (VII)                  | 1–8            | FK Slavoj Český Krumlov (IV)       |
| 4  | FC Chotíkov 1932 (V)               | 2–2 (0–3 pen.) | FK Hořovicko (IV)                  |
| 5  | TJ OSS Lomnice (V)                 | 1–5            | SK Senco Doubravka (IV)            |
| 6  | SK Štětí (V)                       | 1–1 (0–3 pen.) | FK Litoměřice (IV)                 |
| 7  | FK Jiskra Mšeno (V)                | 1–5            | FC Nový Bor (IV)                   |
| 8  | FC Olympia Hradec Králové (IV)     | 2–0            | FK Pěnčín-Turnov (IV)              |
| 9  | SK Holice (V)                      | 2–0            | FK Letohrad (IV)                   |
| 10 | MFK Trutnov (IV)                   | 6–0            | TJ Jiskra Jaroměř (IV)             |
| 11 | FK Litvínov (IV)                   | 0–1            | FK Admira Praha (IV)               |
| 12 | SK ZČE Plzeň (IV)                  | 2–4            | 1. FC Karlovy Vary (IV)            |
| 13 | SK STAP-TRATEC Vilémov (IV)        | 2–2 (4–3 pen.) | ASK Lovosice (IV)                  |
| 14 | FK Louny (IV)                      | 1–1 (3–4 pen.) | FK Neratovice-Byškovice (IV)       |
| 15 | FK Baník Souš (IV)                 | 1–2            | FC Chomutov (IV)                   |
| 16 | SK Semily (IV)                     | 5–2            | TJ Jiskra Ústí nad Orlicí (IV)     |
| 17 | TJ Tatran Sedlčany (IV)            | 0–1            | SK Český Brod (IV)                 |
| 18 | TJ Sokol Kratonohy (V)             | 1–1 (4–5 pen.) | TJ Sokol Jablonec nad Jizerou (IV) |
| 19 | FC ZVVZ Milevsko (IV)              | 0–3            | SK Klatovy 1898 (IV)               |
| 20 | SK Vysoké Mýto (IV)                | 3–1            | SK Úvaly (IV)                      |
| 21 | TJ Dvůr Králové nad Labem (IV)     | 3–0            | SK Sparta Kutná Hora (IV)          |
| 22 | TJ Tatran RAKO Rakovník (IV)       | 0–2            | FK Meteor Praha VIII (IV)          |
| 23 | SK Kladno (IV)                     | 3–1            | SK Aritma Praha (IV)               |
| 24 | TJ Sokol Živanice (IV)             | 4–1            | SK Benátky nad Jizerou (III)       |
| 25 | FC Odra Petřkovice (IV)            | 1–2            | FC Dolní Benešov (IV)              |
| 26 | TJ Sokol Ústí (V)                  | 2–1            | TJ Valašské Meziříčí (IV)          |
| 27 | TJ Nedachlebice (VI)               | 0–4            | 1. FC Přerov (IV)                  |
| 28 | FC Vsetín (IV)                     | 1–1 (3–4 pen.) | FC Velké Karlovice (IV)            |
| 29 | TJ Nová Ves u N. M. na Moravě (VI) | 4–3            | SK Bystřice nad Pernštejnem (IV)   |
| 30 | FK Blansko (IV)                    | 0–3            | SK Líšeň (III)                     |
| 31 | ČSK Uherský Brod (IV)              | 1–2            | FK Hodonín (IV)                    |
| 32 | MFK Havířov (IV)                   | 1–2            | TJ Lokomotiva Petrovice (IV)       |
| 33 | FC Slovan Havlíčkův Brod (IV)      | 0–1            | FK Pelhřimov (IV)                  |

### 1. kolo
Z předkola postoupilo celkem 33 týmů + 53 týmů je nasazeno přímo.
Týmy nasazené do 1. kola podle soutěží
- Fotbalová národní liga (II) 14/15 (neúčast SK Sigma Olomouc B)
- ČFL (III) 17/20 (neúčast - SK Viktorie Jirny, FC MAS Táborsko B a SK Benátky nad Jizerou, které vypadly v Předkole)
- MSFL (III) 12/16 (SK Líšeň - start již v předkole, neúčast - 2x "B-tým", SK Spartak Hulín)
- zbylých 10 nasazených týmů bylo z Divizních soutěží (IV)

Zápasy předkola byly odehrány 25. července 2015 v 17.00 (až na několik výjimek)
| ČU | Domácí                             | Výsledek       | Hosté                            |
| -- | ---------------------------------- | -------------- | -------------------------------- |
| 34 | FO ABC Braník (V)                  | 1–8            | FK Slavoj Vyšehrad (II)          |
| 35 | FK Brandýs nad Labem (VI)          | 0–2            | FK Loko Vltavín (III)            |
| 36 | FK Slavoj Český Krumlov (IV)       | 2–2 (4–2 pen.) | FC Písek (III)                   |
| 37 | FK Hořovicko (IV)                  | 0–1            | FK Baník Sokolov (II)            |
| 38 | SK Senco Doubravka (IV)            | 0–5            | SK Dynamo České Budějovice (II)  |
| 39 | FK Litoměřice (IV)                 | 0–5            | FK Varnsdorf (II)                |
| 40 | FC Nový Bor (IV)                   | 0–1            | FK Pardubice (II)                |
| 41 | FC Olympia Hradec Králové (IV)     | 1–0            | SK Benešov (III)                 |
| 42 | SK Holice (V)                      | 0–1            | MFK Chrudim (III)                |
| 43 | MFK Trutnov (IV)                   | 0–4            | FC Hradec Králové (II)           |
| 44 | FK Admira Praha (IV)               | 0–3            | FC Graffin Vlašim (II)           |
| 45 | 1. FC Karlovy Vary (IV)            | 3–1            | TJ Jiskra Domažlice (III)        |
| 46 | SK STAP-TRATEC Vilémov (IV)        | 2–4            | FK Baník Most 1909 (III)         |
| 47 | FK Neratovice-Byškovice (IV)       | 2–1            | SK Sokol Brozany (III)           |
| 48 | FC Chomutov (IV)                   | 0–2            | FK TJ Štěchovice (III)           |
| 49 | SK Semily (IV)                     | 0–3            | FK Dobrovice (III)               |
| 50 | SK Český Brod (IV)                 | 0–1            | FK Ústí nad Labem (II)           |
| 51 | TJ Sokol Jablonec nad Jizerou (IV) | 2–2 (3–4 pen.) | FK Čáslav (III)                  |
| 52 | SK Klatovy 1898 (IV)               | 1–0            | FK Viktoria Žižkov (III)         |
| 53 | SK Vysoké Mýto (IV)                | 0–3            | SK Union 2013 (III)              |
| 54 | TJ Dvůr Králové nad Labem (IV)     | 0–3            | FC MAS Táborsko (II)             |
| 55 | FK Meteor Praha VIII (IV)          | 1–1 (4–5 pen.) | FK Tachov (III)                  |
| 56 | SK Kladno (IV)                     | 0–4            | FK Králův Dvůr (III)             |
| 57 | TJ Sokol Živanice (IV)             | 2–4            | SK Převýšov (III)                |
| 58 | SK Zápy (III)                      | 2–2 (6–7 pen.) | FK Kolín (III)                   |
| 59 | FC Dolní Benešov (IV)              | 1–2            | TJ Jiskra Rýmařov (IV)           |
| 60 | TJ Sokol Ústí (V)                  | 1–2            | MFK Frýdek-Místek (II)           |
| 61 | 1. FC Přerov (IV)                  | 0–2            | MFK Vyškov (III)                 |
| 62 | FC Velké Karlovice (IV)            | 2–1            | FC Elseremo Brumov (IV)          |
| 63 | TJ Nová Ves (VI)                   | 0–6            | FC Velké Meziříčí (III)          |
| 64 | SK Líšeň (III)                     | 1–2            | SK Hanácká Slavia Kroměříž (III) |
| 65 | FK Hodonín (IV)                    | 0–4            | 1. SK Prostějov (III)            |
| 66 | TJ Lokomotiva Petrovice (IV)       | 0–1            | MFK Vítkovice (III)              |
| 67 | FK Pelhřimov (IV)                  | 1–4            | 1. SC Znojmo (II)                |
| 68 | FK Krnov (IV)                      | 2–4            | FC Hlučín (III)                  |
| 69 | TJ Sokol Tasovice (IV)             | 2–1            | MSK Břeclav (III)                |
| 70 | SK Hranice (IV)                    | 1–5            | MFK OKD Karviná (II)             |
| 71 | FK Mohelnice (III)                 | 4–3            | SK Uničov (III)                  |
| 72 | FK Nový Jičín (IV)                 | 0–5            | FK Fotbal Třinec (II)            |
| 73 | FC Slovan Rosice (IV)              | 1–0            | 1. HFK Olomouc (III)             |
| 74 | FK Šumperk (IV)                    | 0–3            | SFC Opava (II)                   |
| 75 | FC TVD Slavičín (IV)               | 4–0            | FC Viktoria Otrokovice (III)     |
| 76 | FSC Stará Říše (IV)                | 4–0            | HFK Třebíč (III)                 |

### 2. kolo
Z 1. kola postoupilo celkem 43 týmů + 11 týmů, hrajících Synot ligu 2015/16, bylo nasazeno přímo. Zajímavostí je, že do 2. kola se dostalo všech 14 týmů reprezentujících Fotbalovou národní ligu.
Zápasy 2. kola byly na programu v týdenním rozmezí od středy 26. srpna do středy 2. září 2015. Začátky zápasů byly různé.
Zápasů 2. kola se již účastnilo i 11 zástupců Synot ligy, kteří všichni plnili roli hostujícího týmu.
Nasazené týmy do 2. kola
| - FK Teplice - 1. FC Slovácko - FK Dukla Praha - FC Vysočina Jihlava - FC Zbrojovka Brno - FC Baník Ostrava | - 1. FK Příbram - SK Slavia Praha - Bohemians Praha 1905 - SK Sigma Olomouc - FC Fastav Zlín |

Špatný vstup do sezony potvrdil FC Baník Ostrava, jenž se v době utkání 2. kola Mol Cupu nacházel na posledním místě tabulky Synot ligy s jednobodovým ziskem. Podlehl diviznímu klubu TJ Jiskra Rýmařov 3-4 a navíc jeho hráči museli po utkání čelit ataku vlastních rozezlených fanoušků. Druhé kolo se stalo osudným ještě jednomu ligovému celku, a to týmu 1. FC Slovácko, jehož katem se stal taktéž divizní FC TVD Slavičín.
Ostatní celky Synot ligy se probojovaly dále, stejně jako 11 ze 14 týmů Fotbalové národní ligy.
Legenda:
|  | Tým postupující do dalšího kola.                      |
|  | Prvoligový tým vyřazený týmem z nižší ligové soutěže. |

| ČU                    | Domácí                         | Výsledek       | Hosté                            |
| Část Čechy            | Část Čechy                     | Část Čechy     | Část Čechy                       |
| --------------------- | ------------------------------ | -------------- | -------------------------------- |
| 77                    | FK Slavoj Český Krumlov (IV)   | 0–4            | SK Dynamo České Budějovice (II)  |
| 78                    | FK Loko Vltavín (III)          | 1–9            | 1. FK Příbram                    |
| 79                    | MFK Chrudim (III)              | 0–5            | FC Hradec Králové (II)           |
| 80                    | FK Neratovice-Byškovice (IV)   | 0–4            | FK Dukla Praha                   |
| 81                    | SK Klatovy 1898 (IV)           | 1–0            | FK Baník Most 1909 (III)         |
| 82                    | FC Olympia Hradec Králové (IV) | 1–2            | Bohemians Praha 1905             |
| 83                    | 1. FC Karlovy Vary (IV)        | 2–6            | FC MAS Táborsko (II)             |
| 84                    | FK TJ Štěchovice (III)         | 1–4            | FK Teplice                       |
| 85                    | FK Dobrovice (III)             | 1–2            | FK Varnsdorf (II)                |
| 86                    | SK Union 2013 (III)            | 0–7            | SK Slavia Praha                  |
| 87                    | FK Čáslav (III)                | 0–3            | FK Slavoj Vyšehrad (II)          |
| 88                    | FK Tachov (III)                | 2–2 (5–3 pen.) | FK Baník Sokolov (II)            |
| 89                    | FK Králův Dvůr (III)           | 1–1 (3–1 pen.) | FC Graffin Vlašim (II)           |
| 90                    | FK Kolín (III)                 | 2–4            | FK Ústí nad Labem (II)           |
| 91                    | SK Převýšov (III)              | 0–5            | FK Pardubice (II)                |
| Část Morava a Slezsko |                                |                |                                  |
| 92                    | FC Velké Meziříčí (III)        | 1–2            | FC Zbrojovka Brno                |
| 93                    | TJ Sokol Tasovice (IV)         | 1–3            | 1. SC Znojmo (II)                |
| 94                    | FSC Stará Říše (IV)            | 2–3            | FC Vysočina Jihlava              |
| 95                    | FC Hlučín (III)                | 0–1            | SFC Opava (II)                   |
| 96                    | FC Slovan Rosice (IV)          | 0–5            | SK Sigma Olomouc                 |
| 97                    | FK Mohelnice (III)             | 1–2            | MFK Frýdek-Místek (II)           |
| 98                    | FC TVD Slavičín (IV)           | 2–0            | 1. FC Slovácko                   |
| 99                    | MFK Vyškov (III)               | 1–1 (6–7 pen.) | SK Hanácká Slavia Kroměříž (III) |
| 100                   | FC Velké Karlovice (IV)        | 1–6            | FC Fastav Zlín                   |
| 101                   | MFK Vítkovice (III)            | 2–2 (3–5 pen.) | MFK OKD Karviná (II)             |
| 102                   | TJ Jiskra Rýmařov (IV)         | 4–3            | FC Baník Ostrava                 |
| 103                   | 1. SK Prostějov (III)          | 0–0 (5–4 pen.) | FK Fotbal Třinec (II)            |

### 3. kolo
Třetí kolo bylo posledním v jednozápasové fázi. Zároveň bylo posledním kolem, kam byly týmy nasazeny bez předchozího postupu pohárovou soutěží. Z 2. kola postoupilo celkem 27 týmů + 4 nejlepší týmy Synot ligy 2014/15 + obhájce trofeje Poháru FAČR – FC Slovan Liberec.
Zápasy 3. kola jsou na programu 23. září 2015.
Nasazené týmy do 3. kola
| - FC Viktoria Plzeň - AC Sparta Praha - FK Jablonec - FK Mladá Boleslav - FC Slovan Liberec |

Legenda:
|  | Tým postupující do dalšího kola.                      |
|  | Prvoligový tým vyřazený týmem z nižší ligové soutěže. |

| ČU                    | Domácí                           | Výsledek       | Hosté                  |
| Část Čechy            | Část Čechy                       | Část Čechy     | Část Čechy             |
| --------------------- | -------------------------------- | -------------- | ---------------------- |
| 104                   | FK Tachov (III)                  | 0–2            | FC Viktoria Plzeň      |
| 105                   | SK Dynamo České Budějovice (II)  | 2–5            | 1. FK Příbram          |
| 106                   | FK Králův Dvůr (III)             | 1–1 (4–5 pen.) | AC Sparta Praha        |
| 107                   | FC MAS Táborsko (II)             | 1–2            | FK Dukla Praha         |
| 108                   | FK Slavoj Vyšehrad (II)          | 0–2            | FK Jablonec            |
| 109                   | FC Hradec Králové (II)           | 1–0            | Bohemians Praha 1905   |
| 110                   | SK Klatovy 1898 (IV)             | 0–5            | FK Mladá Boleslav      |
| 111                   | FK Pardubice (II)                | 3–0            | FK Teplice             |
| 112                   | FK Varnsdorf (II)                | 2–2 (2–3 pen.) | FC Slovan Liberec      |
| 113                   | FK Ústí nad Labem (II)           | 4–2            | SK Slavia Praha        |
| Část Morava a Slezsko |                                  |                |                        |
| 114                   | SK Hanácká Slavia Kroměříž (III) | 0–1            | FC Zbrojovka Brno      |
| 115                   | 1. SC Znojmo (II)                | 0–5            | FC Vysočina Jihlava    |
| 116                   | SFC Opava (II)                   | 1–5            | SK Sigma Olomouc       |
| 117                   | FC TVD Slavičín (IV)             | 1–2            | MFK Frýdek-Místek (II) |
| 118                   | 1. SK Prostějov (III)            | 1–4            | FC Fastav Zlín         |
| 119                   | TJ Jiskra Rýmařov (IV)           | 0–3            | MFK OKD Karviná (II)   |

## Dvojzápasová kola

### Pavouk
|  | Osmifinále          | Osmifinále        | Osmifinále | Osmifinále |   |                   | Čtvrtfinále | Čtvrtfinále | Čtvrtfinále | Čtvrtfinále |  |                   | Semifinále | Semifinále | Semifinále | Semifinále |             |   | Finále | Finále |
|  |                     |                   |            |            |   |                   |             |             |             |             |  |                   |            |            |            |            |             |   |        |        |
|  | FK Ústí nad Labem   | 0                 | 0          | 0          |   |                   |             |             |             |             |  |                   |            |            |            |            |             |   |        |        |
|  | FK Dukla Praha      | 3                 | 3          | 6          |   |                   |             |             |             |             |  |                   |            |            |            |            |             |   |        |        |
|  | FK Dukla Praha      | 3                 | 3          | 6          |   | FK Dukla Praha    | 0           | 1           | 1           |             |  |                   |            |            |            |            |             |   |        |        |
|  |                     |                   |            |            |   | FK Dukla Praha    | 0           | 1           | 1           |             |  |                   |            |            |            |            |             |   |        |        |
|  |                     | FK Jablonec       | 0          | 2          | 2 |                   |             |             |             |             |  |                   |            |            |            |            |             |   |        |        |
|  | MFK Frýdek-Místek   | FK Jablonec       | 0          | 2          | 2 | 0                 | 0           | 0           |             |             |  |                   |            |            |            |            |             |   |        |        |
|  | MFK Frýdek-Místek   |                   |            |            |   | 0                 | 0           | 0           |             |             |  |                   |            |            |            |            |             |   |        |        |
|  | FK Jablonec         | 2                 | 3          | 5          |   |                   |             |             |             |             |  |                   |            |            |            |            |             |   |        |        |
|  | FK Jablonec         | 2                 | 3          | 5          |   |                   |             |             |             |             |  | FK Jablonec       | 2          | 2          | 4          |            |             |   |        |        |
|  |                     |                   |            |            |   |                   |             |             |             |             |  | FK Jablonec       | 2          | 2          | 4          |            |             |   |        |        |
|  |                     | AC Sparta Praha   | 0          | 1          | 1 |                   |             |             |             |             |  |                   |            |            |            |            |             |   |        |        |
|  | FC Slovan Liberec   | AC Sparta Praha   | 0          | 1          | 1 | 1                 | 0           | 1 (7)       |             |             |  |                   |            |            |            |            |             |   |        |        |
|  | FC Slovan Liberec   |                   |            |            |   | 1                 | 0           | 1 (7)       |             |             |  |                   |            |            |            |            |             |   |        |        |
|  | FC Fastav Zlín      | 0                 | 1          | 1 (6)      |   |                   |             |             |             |             |  |                   |            |            |            |            |             |   |        |        |
|  | FC Fastav Zlín      | 0                 | 1          | 1 (6)      |   | FC Slovan Liberec | 2           | 0           | 2           |             |  |                   |            |            |            |            |             |   |        |        |
|  |                     |                   |            |            |   | FC Slovan Liberec | 2           | 0           | 2           |             |  |                   |            |            |            |            |             |   |        |        |
|  |                     | AC Sparta Praha   | 1          | 2          | 3 |                   |             |             |             |             |  |                   |            |            |            |            |             |   |        |        |
|  | FK Pardubice        | AC Sparta Praha   | 1          | 2          | 3 | 1                 | 1           | 2           |             |             |  |                   |            |            |            |            |             |   |        |        |
|  | FK Pardubice        |                   |            |            |   | 1                 | 1           | 2           |             |             |  |                   |            |            |            |            |             |   |        |        |
|  | AC Sparta Praha     | 0                 | 3          | 3          |   |                   |             |             |             |             |  |                   |            |            |            |            |             |   |        |        |
|  | AC Sparta Praha     | 0                 | 3          | 3          |   |                   |             |             |             |             |  |                   |            |            |            |            | FK Jablonec | 0 |        |        |
|  |                     |                   |            |            |   |                   |             |             |             |             |  |                   |            |            |            |            |             | 0 |        |        |
|  |                     | FK Mladá Boleslav | 2          |            |   |                   |             |             |             |             |  |                   |            |            |            |            |             |   |        |        |
|  | FC Zbrojovka Brno   | FK Mladá Boleslav | 2          | 1          | 0 | 1                 |             |             |             |             |  |                   |            |            |            |            |             |   |        |        |
|  | FC Zbrojovka Brno   |                   |            | 1          | 0 | 1                 |             |             |             |             |  |                   |            |            |            |            |             |   |        |        |
|  | FC Viktoria Plzeň   | 2                 | 1          | 3          |   |                   |             |             |             |             |  |                   |            |            |            |            |             |   |        |        |
|  | FC Viktoria Plzeň   | 2                 | 1          | 3          |   | FC Viktoria Plzeň | 4           | 1           | 5           |             |  |                   |            |            |            |            |             |   |        |        |
|  |                     |                   |            |            |   | FC Viktoria Plzeň | 4           | 1           | 5           |             |  |                   |            |            |            |            |             |   |        |        |
|  |                     | SK Sigma Olomouc  | 2          | 1          | 3 |                   |             |             |             |             |  |                   |            |            |            |            |             |   |        |        |
|  | FC Vysočina Jihlava | SK Sigma Olomouc  | 2          | 1          | 3 | 0                 | 2           | 2           |             |             |  |                   |            |            |            |            |             |   |        |        |
|  | FC Vysočina Jihlava |                   |            |            |   | 0                 | 2           | 2           |             |             |  |                   |            |            |            |            |             |   |        |        |
|  | SK Sigma Olomouc    | 1                 | 2          | 3          |   |                   |             |             |             |             |  |                   |            |            |            |            |             |   |        |        |
|  | SK Sigma Olomouc    | 1                 | 2          | 3          |   |                   |             |             |             |             |  | FC Viktoria Plzeň | 0          | 0          | 0          |            |             |   |        |        |
|  |                     |                   |            |            |   |                   |             |             |             |             |  | FC Viktoria Plzeň | 0          | 0          | 0          |            |             |   |        |        |
|  |                     | FK Mladá Boleslav | 1          | 0          | 1 |                   |             |             |             |             |  |                   |            |            |            |            |             |   |        |        |
|  | FC Hradec Králové   | FK Mladá Boleslav | 1          | 0          | 1 | 0                 | 5           | 5           |             |             |  |                   |            |            |            |            |             |   |        |        |
|  | FC Hradec Králové   |                   |            |            |   | 0                 | 5           | 5           |             |             |  |                   |            |            |            |            |             |   |        |        |
|  | 1. FK Příbram       | 1                 | 1          | 2          |   |                   |             |             |             |             |  |                   |            |            |            |            |             |   |        |        |
|  | 1. FK Příbram       | 1                 | 1          | 2          |   | FC Hradec Králové | 1           | 1           | 2           |             |  |                   |            |            |            |            |             |   |        |        |
|  |                     |                   |            |            |   | FC Hradec Králové | 1           | 1           | 2           |             |  |                   |            |            |            |            |             |   |        |        |
|  |                     | FK Mladá Boleslav | 4          | 1          | 5 |                   |             |             |             |             |  |                   |            |            |            |            |             |   |        |        |
|  | MFK OKD Karviná     | FK Mladá Boleslav | 4          | 1          | 5 | 0                 | 0           | 0           |             |             |  |                   |            |            |            |            |             |   |        |        |
|  | MFK OKD Karviná     |                   |            |            |   | 0                 | 0           | 0           |             |             |  |                   |            |            |            |            |             |   |        |        |
|  | FK Mladá Boleslav   | 1                 | 3          | 4          |   |                   |             |             |             |             |  |                   |            |            |            |            |             |   |        |        |

### Osmifinále (4. kolo)
Ze 3. kola postoupilo celkem 16 týmů.
Duely 4. kola se hrají již systémem doma–venku, první zápas se hraje na hřišti papírově slabšího týmu. Rozhoduje lepší skóre z obou zápasů, respektive větší počet branek vstřelených na hřišti soupeře.
Této fáze soutěže se účastnilo 16 týmů, z nichž 11 zároveň nastupovalo v Synot lize, 5 týmů týmy dodala Fotbalová národní liga.
| ČU  | Domácí                 | Výsledek       | Hosté             | 1. zápas | 2. zápas |
| --- | ---------------------- | -------------- | ----------------- | -------- | -------- |
| 120 | FK Ústí nad Labem (II) | 0–6            | FK Dukla Praha    | 0–3      | 0–3      |
| 121 | FC Slovan Liberec      | 1–1 (7–6 pen.) | FC Fastav Zlín    | 1–0      | 0–1      |
| 122 | FC Vysočina Jihlava    | 2–3            | SK Sigma Olomouc  | 0–1      | 2–2      |
| 123 | FK Pardubice (II)      | 2–3            | AC Sparta Praha   | 1–0      | 1–3      |
| 124 | MFK OKD Karviná (II)   | 0–4            | FK Mladá Boleslav | 0–1      | 0–3      |
| 125 | FC Viktoria Plzeň      | 3–1            | FC Zbrojovka Brno | 2–1      | 1–0      |
| 126 | MFK Frýdek-Místek (II) | 0–5            | FK Jablonec       | 0–2      | 0–3      |
| 127 | FC Hradec Králové (II) | 5–2            | 1. FK Příbram     | 0–1      | 5–1      |

### Čtvrtfinále (5. kolo)
| ČU  | Domácí                 | Výsledek | Hosté             | 1. zápas | 2. zápas |
| --- | ---------------------- | -------- | ----------------- | -------- | -------- |
| 128 | FC Viktoria Plzeň      | 5–3      | SK Sigma Olomouc  | 4–2      | 1–1      |
| 129 | FC Slovan Liberec      | 2–3      | AC Sparta Praha   | 2–1      | 0–2      |
| 130 | FC Hradec Králové (II) | 2–5      | FK Mladá Boleslav | 1–4      | 1–1      |
| 131 | FK Jablonec            | 2–1      | FK Dukla Praha    | 0-0      | 2-1      |

### Semifinále (6. kolo)
| ČU  | Domácí            | Výsledek | Hosté             | 1. zápas | 2. zápas |
| --- | ----------------- | -------- | ----------------- | -------- | -------- |
| 132 | FK Mladá Boleslav | 1–0      | FC Viktoria Plzeň | 1–0      | 0–0      |
| 133 | FK Jablonec       | 4–1      | AC Sparta Praha   | 2–0      | 2–1      |

## Finále
Odehrálo se na neutrální půdě v Teplicích 18. května 2016, od 18:15

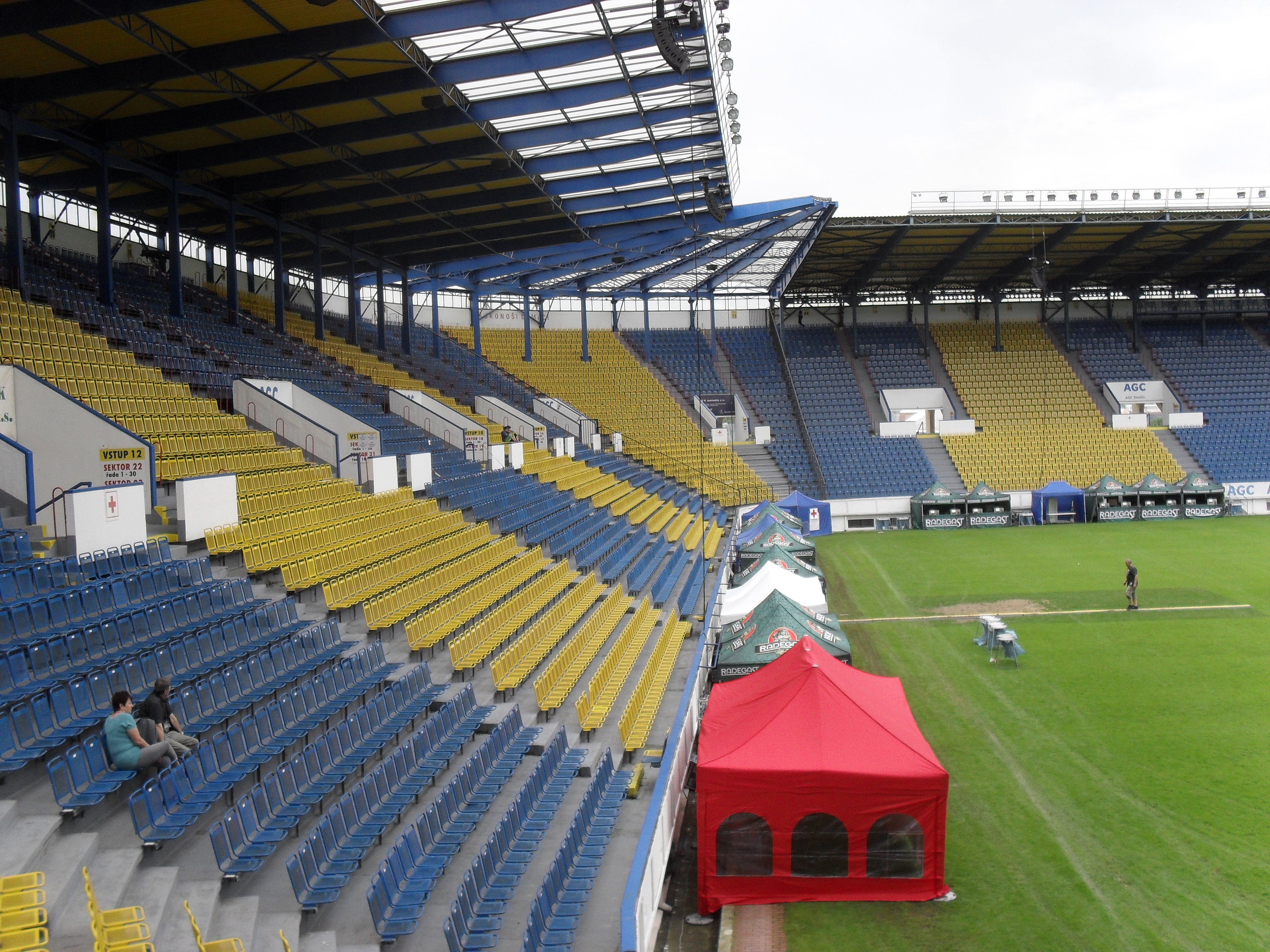
Finále hostil teplický stadion Na Stínadlech.

Oba fináloví účastníci patřily v předešlých sezoných Poháru FAČR mezi nejúspěšnější týmy. Mladá Boleslav se v posledních šesti setonách vždy probojovala mezi osm nejlepších týmů, v ročníku 2010/11 získala své doposud jediné vítězství v soutěži. O dva roky později padla ve finále.
FK Jablonec byl dokonce během posledních sedmi sezon (včetně této) šestkrát v semifinále a čtyřikrát se probojoval až do finále. V sezoně 2012/13 získal své druhé a doposud poslední prvenství, když v Chomutově porazil právě Mladou Boleslav v penaltovém rozstřelu.
Oba týmy byly mezi pěticí nasazenou až do 3. kola, neboť si v předešlém ročníku vybojovaly účast v Evropských pohárech. Mladá Boleslav ve 3. kole vyřadila po výhře 5–0 divizní SK Klatovy 1898 a ve 4. kole po výhrách 1–0 a 3–0 druholigovou MFK OKD Karviná. V jarním čtvrtfinále si poradila s druholigovým postupujícím FC Hradec Králové|Hradcem Králové v součtu 5–2 a v semifinále možná překvapivě vyřadila pozdějšího mistra Synot ligy Viktorii Plzeň především díky domácímu vítězství 1–0.
FK Jablonec prodělal podobnou cestu soutěží. Ve 3. kole porazil druholigový FK Slavoj Vyšehrad 2–0, posléze pak taktéž zástupce 2. ligy MFK Frýdek-Místek 2–0 a 3–0. Ve čtvrtfinále narazil na pražskou Duklu a oplatil jí ligový debakl 1–6, když v prvním utkání zvítězil 4–1 a v odvetě uhrál remízu 0-0. Postup do finále mu pak ulehčila AC Sparta Praha, když do semifinálových utkání nasadila mladé hráče.

### Průběh utkání
Při posledním finálovém střetu těchto týmů došlo k výtržnostem fanoušků. Tentokrát zůstalo pouze u verbálních útoků a házení konfet z tribun téměř prázdného stadionu. První poločas přinesl několik šancí, gól ale nenabídl.
Rozhodnutí přišlo během tří minut okolo po 70. minutě hry. Na hřiště se dostal Jan Chramosta a po pár minutách vsítil vítěznou branku Mladé Boleslavi. Vzápětí využil tečovaného centru Jasmin Šćuk a zvýšil vedení na 2–0. Jablonec gól nedal, a tak se podruhé ve své historii radoval tým FK Mladá Boleslav.

### Statistiky utkání
| FINÁLE 18. května 2016 | FK Mladá Boleslav                 | 2 – 0 | FK Jablonec | Na Stínadlech, Teplice        |  |  |
| 18.15 SELČ             | Jan Chramosta 71' Jasmin Šćuk 74' |       |             | Diváci: 2543 Rozhodčí: Hrubeš |  |  |
|                        |                                   |       |             |                               |  |  |

| Ml. Boleslav | Jablonec |

| 12     | B      | Jan Šeda      |         |
| 3      | LB     | Jiří Fleišman | 87'     |
| 24     | O      | Pavel Čmovš   |         |
| 11     | O      | Ondřej Kúdela |         |
| 20     | PB     | Jan Kysela    |         |
| 7      | LZ     | Aleš Čermák   |         |
| 17     | Z      | Jasmin Šćuk   |         |
| 25     | Z      | Jakub Rada    |         |
| 6      | Z      | Adam Jánoš    | 68'     |
| 9      | PZ     | Jan Kalabiška |         |
| 18     | Ú      | Lukáš Magera  | 90(+2)' |
| Trenér | Trenér | Karel Jarolím |         |

| 30     | B      | Vlastimil Hrubý     |     |
| 7      | LB     | Matěj Hybš          |     |
| 8      | O      | Daniel Silva Rossi  |     |
| 4      | O      | Luděk Pernica       |     |
| 22     | PB     | Vjačeslav Karavajev |     |
| 3      | DZ     | Tomáš Hübschman     |     |
| 13     | LZ     | Ruslan Mingazov     | 78' |
| 26     | Z      | Martin Pospíšil     | 72' |
| 24     | Z      | Ján Greguš          |     |
| 28     | PZ     | Lukáš Masopust      |     |
| 15     | Ú      | Martin Doležal      | 83' |
| Trenér | Trenér | Zdenko Frťala       |     |

| 23 | B | Jakub Diviš       |         |
| 19 | Ú | Jan Chramosta     | 68'     |
| 31 | Ú | Stanislav Klobása |         |
| 21 | Ú | Lukáš Pauschek    | 87'     |
| 2  | O | Roman Polom       |         |
| 14 | Ú | Tomáš Přikryl     |         |
| 22 | Z | Ladislav Takács   | 90(+2)' |

| 23 | O | Vít Beneš      |     |
| 5  | Z | Marek Hanousek |     |
| 17 | Ú | Ondřej Mihálik | 83' |
| 16 | O | José Romera    |     |
| 18 | Z | Michal Trávník | 72' |
| 29 | B | Roman Valeš    |     |
| 19 | Ú | Tomáš Wágner   | 78' |

|  | 71' | Jan Chramosta | 1–0 |
|  | 74' | Jasmin Šćuk   | 2–0 |

| Žlutá karta | 41' | Adam Jánoš    |
| Žlutá karta | 79' | Ondřej Kúdela |
| Žlutá karta | 79' | Jan Šeda      |
| Žlutá karta | 89' | Lukáš Magera  |

| Žlutá karta | 81' | Martin Doležal |

| Hlavní rozhodčí: | Karel Hrubeš   |
| Asistenti:       | David Hock     |
| Asistenti:       | Dušan Pospíšil |
| Brankoví:        | Radek Příhoda  |
| Brankoví:        | Martin Nenadál |
|                  |                |

| 12     | B      | Jan Šeda      |         |
| 3      | LB     | Jiří Fleišman | 87'     |
| 24     | O      | Pavel Čmovš   |         |
| 11     | O      | Ondřej Kúdela |         |
| 20     | PB     | Jan Kysela    |         |
| 7      | LZ     | Aleš Čermák   |         |
| 17     | Z      | Jasmin Šćuk   |         |
| 25     | Z      | Jakub Rada    |         |
| 6      | Z      | Adam Jánoš    | 68'     |
| 9      | PZ     | Jan Kalabiška |         |
| 18     | Ú      | Lukáš Magera  | 90(+2)' |
| Trenér | Trenér | Karel Jarolím |         |

| 30     | B      | Vlastimil Hrubý     |     |
| 7      | LB     | Matěj Hybš          |     |
| 8      | O      | Daniel Silva Rossi  |     |
| 4      | O      | Luděk Pernica       |     |
| 22     | PB     | Vjačeslav Karavajev |     |
| 3      | DZ     | Tomáš Hübschman     |     |
| 13     | LZ     | Ruslan Mingazov     | 78' |
| 26     | Z      | Martin Pospíšil     | 72' |
| 24     | Z      | Ján Greguš          |     |
| 28     | PZ     | Lukáš Masopust      |     |
| 15     | Ú      | Martin Doležal      | 83' |
| Trenér | Trenér | Zdenko Frťala       |     |

| 23 | B | Jakub Diviš       |         |
| 19 | Ú | Jan Chramosta     | 68'     |
| 31 | Ú | Stanislav Klobása |         |
| 21 | Ú | Lukáš Pauschek    | 87'     |
| 2  | O | Roman Polom       |         |
| 14 | Ú | Tomáš Přikryl     |         |
| 22 | Z | Ladislav Takács   | 90(+2)' |

| 23 | O | Vít Beneš      |     |
| 5  | Z | Marek Hanousek |     |
| 17 | Ú | Ondřej Mihálik | 83' |
| 16 | O | José Romera    |     |
| 18 | Z | Michal Trávník | 72' |
| 29 | B | Roman Valeš    |     |
| 19 | Ú | Tomáš Wágner   | 78' |

|  | 71' | Jan Chramosta | 1–0 |
|  | 74' | Jasmin Šćuk   | 2–0 |

| Žlutá karta | 41' | Adam Jánoš    |
| Žlutá karta | 79' | Ondřej Kúdela |
| Žlutá karta | 79' | Jan Šeda      |
| Žlutá karta | 89' | Lukáš Magera  |

| Žlutá karta | 81' | Martin Doležal |

| Hlavní rozhodčí: | Karel Hrubeš   |
| Asistenti:       | David Hock     |
| Asistenti:       | Dušan Pospíšil |
| Brankoví:        | Radek Příhoda  |
| Brankoví:        | Martin Nenadál |
|                  |                |

## Nejlepší střelci
Zdroj: fkmb.cz 
| poř. | Jméno                    | Klub                     | Góly |
| ---- | ------------------------ | ------------------------ | ---- |
| 1.   | Jan Chramosta            | FK Mladá Boleslav        | 7    |
| 2.   | Martin Doležal           | FK Jablonec              | 6    |
| 3.   | Michal Ordoš             | SK Sigma Olomouc         | 5    |
| 4.   | * 7 hráčů z různých týmů | * 7 hráčů z různých týmů | 4    |